# Parafia św. Bernarda w Sopocie
Parafia św. Bernarda z Clairvaux w Sopocie – rzymskokatolicka parafia znajdująca się na osiedlu Mickiewicza w sopockiej dzielnicy Górny Sopot przy ulicy Abrahama. Wchodzi w skład dekanatu Sopot, który należy do archidiecezji gdańskiej.

## Historia
W 1981 roku grupa wiernych, mieszkańców Górnego Sopotu, przy poparciu proboszcza parafii Gwiazdy Morza – ks. Edwarda Brzozowskiego, udała się do biskupa Lecha Kaczmarka – ordynariusza diecezji gdańskiej, z pisemną prośbą (podpisaną przez 2000 osób) o utworzenie w tej części miasta kościoła parafialnego. Dekretem biskupim z dnia 2 lutego 1983 erygowana została parafia pod wezwaniem św. Bernarda z Clairvaux.
Pierwszym zadaniem było wybudowanie tymczasowej kaplicy. Do prac budowlanych przystąpiono w maju 1983, a w sierpniu tegoż roku kaplica była już gotowa. 21 sierpnia 1983 w uroczystość odpustu parafialnego, bp. Kaczmarek dokonał poświęcenia kaplicy i odprawił w niej pierwszą mszę, a po niej poświęcił pamiątkowy krzyż misyjny oraz plac pod budowę kościoła.

## Proboszczowie
- 1983–1993: ks. Zygmunt Toboła[2]
  - administrator parafii (1983–1985)
- 1993–2003: ks. kan. mgr Zbigniew Bryk[3][4][5][6][7]
- 2003–2017: ks. kan. mgr lic. Dariusz Ławik[8]
- 2017–2022: ks. kan. Krzysztof Rybka[9][10]
- od 25 VIII 2022: ks. kan. mgr Tomasz Kosewski[11][12]